# NGC 7060
NGC 7060 (другие обозначения — PGC 66732, ESO 287-22, MCG -7-44-6, AM 2122-423, IRAS21226-4237) — спиральная галактика с перемычкой (SBa) в созвездии Микроскоп.
Этот объект входит в число перечисленных в оригинальной редакции «Нового общего каталога».